# جوشکاری اصطکاکی
همهٔ روش‌های جوشکاری را می‌توان در یکی از دو دستهٔ اصلی طبقه‌بندی کرد: جوشکاری ذوبی و جوشکاری فشاری (غیر ذوبی). جوشکاری اصطکاکی (به انگلیسی: Friction Welding، FRW) یک فرایند جوشکاری حالت جامد است که در زمره جوشکاری فشاری قرار می‌گیرد. در این فرایند هیچ منبع نیروی الکتریکی یا سایر منابع نیرو مورد استفاده قرار نمی‌گیرند. این فرایند از طریق اصطکاک مکانیکی به اتصال قطعه‌کارهای چرخان یا متحرک نسبت به یکدیگر می‌پردازد. اعمال فشار به قطعات باعث ایجاد گرما شده و مواد را از سطوح جوش جدا کرده و به یکدیگر می‌چسباند.

## فرایند
در این نوع جوشکاری سطح دو قطعه که قرار است به هم متصل شوند در تماس باهم قرار می‌گیرند. یکی از قطعات ثابت است در حالی که قطعه دیگر می‌چرخد. وقتی سرعت چرخشی به یک مقدار مشخص می‌رسد، فشار محوری اعمال می‌شود و گرمایش موضعی در قسمت‌هایی در فصل مشترک رخ می‌دهد. سپس چرخش متوقف می‌شود و مواد گرم شده روی سطح مشترک انباشته می‌شوند.
استفاده از گرما به‌طور مؤثر در منطقهٔ جوشکاری فقط با توزیع مؤثر گرما بر روی سطوح جوشکاری امکان‌پذیر است. در طی فرایند جوشکاری، سطوح تحت فشار قرار می‌گیرند و این دوره که فاز گرمایش نامیده می‌شود تا رسیدن به دمای آغاز تغییر شکل پلاستیک ادامه می‌یابد. دما در منطقهٔ جوشکاری برای فولادها بین ۹۰۰ تا ۱۳۰۰ درجه سانتی‌گراد است. پس از فاز گرمایش است که فلز گرم شده در فصل مشترک با افزایش فشار انباشته می‌شود؛ بنابراین، نوعی عملیات ترمومکانیکی در منطقهٔ جوشکاری رخ می‌دهد و این منطقه دارای ساختار ذره ای پایدار است. در طی جوشکاری، به‌طور معمول، ذوب شدن در سطوح تماس اتفاق نمی‌افتد. گاهی ممکن است مقدار کمی ذوب رخ دهد ولی تجمع ماده در سطح تماس طی جوشکاری باعث می‌شود این فرایند ذوب دیده نشود.
باید دانست که اتصال جوشکاری با کیفیت بالا فقط در قطعات صاف و روان امکان‌پذیر است. اکسیدهای تشکیل شده در سطح یا غبار روی سطح قطعه همیشه وجود دارند و بر تشکیل پیوند و کیفیت جوشکاری تأثیر منفی می‌گذارند. این مشکلات با ساییدن سطوح با استفاده از اصطکاک برطرف می‌شوند.

## کاربردها
جوشکاری اصطکاکی یکی ازپرکاربردترین روش‌های جوشکاری درصنعت پس از جوشکاری پرتو الکترونی است.از این روش به‌طور معمول در جوشکاری لوله‌ها و میله‌های دایره‌ای استفاده می‌شود. حرکت اساسی در این نوع کاربردها حرکت چرخشی است که باعث اصطکاک می‌شود. فلزات و آلیاژهایی که با روش‌های دیگر قابل جوشکاری نیستند را می‌توان با این روش جوشکاری نمود. جوشکاری اصطکاکی در مورد فلزات و ترموپلاستیک‌ها در طیف گسترده‌ای از کاربردهای هواپیمایی و خودرویی استفاده می‌شود. همچنین نشان داده شده‌است که جوشکاری اصطکاکی روی چوب هم کاربرد دارد. از سایر کاربردهای این نوع جوشکاری می‌توان به اتصالات دو فلزی در صنعت هسته‌ای اشاره کرد، جایی که اتصالات فولاد-مس در سیستم‌های خنک‌کننده راکتور رایج است. همچنین در لوله‌های انتقال مایعات برودتی از جوشکاری اصطکاکی برای اتصال آلیاژهای آلومینیوم به فولادهای ضدزنگ و آلیاژهای با درصد بالای نیکل استفاده می‌شود. از جوشکاری اصطکاکی برای ترموپلاستیک‌ها که تحت گرما و فشار به روشی مشابه فلزات عمل می‌کنند، استفاده می‌شود. گرما و فشار مورد استفاده بر روی این مواد بسیار کمتر از فلزات است اما می‌توان از این روش برای اتصال فلزات به پلاستیک‌ها با رابط فلزی استفاده کرد. به عنوان مثال، می‌توان از این روش برای اتصال فریم‌های عینک به سنجاق‌های لولایشان استفاده کرد. انرژی کمتری که در این روش وجود دارد، امکان استفاده از تکنیک‌های گسترده‌تری را فراهم می‌کند.

## تاریخچه
ایدهٔ استفاده از گرمای حاصل از اصطکاک در جوشکاری و تشکیل مواد، جدید نیست. اولین آزمایش جوشکاری اصطکاکی به قرن پانزدهم برمی‌گردد. اولین حق ثبت اختراع دراین باره به بوینگتون (به انگلیسی: J.H. Bevington) که در آن زمان یک ماشین کار بود، اعطا شد. بوینگتون ابتدا از جوشکاری اصطکاکی در ترمیم لوله‌های فلزی استفاده کرد. ریچتر (به انگلیسی: W. Richter) فرایند جوشکاری اصطکاکی را در سال ۱۹۲۴ (در انگلیس) و ۱۹۲۹ (در آلمان) و کلاپستاک(به انگلیسی: H.Klopstock) همان فرایند را در اتحاد جماهیر شوروی در سال ۱۹۲۴ ثبت اختراع کرد. کلاپستاک و نیلندز(به انگلیسی: A.R. Neelands) هم برای جوشکاری اصطکاکی قطعات استوانه‌ای یک حق ثبت اختراع به دست آوردند. مطالعات مربوط به جوشکاری مواد پلاستیک در ایالات متحده آمریکا و آلمان در دهه ۱۹۴۰ انجام شد.یک ماشین‌ساز روسی به نام چدیکف(به انگلیسی: A. J. Chdikov) مطالعاتی علمی در این باره انجام داد و استفاده از این روش جوشکاری را به عنوان یک فرایند تجاری پیشنهاد داد. او یک فرایند جوشکاری بین دو میله فلزی را با موفقیت انجام داد و این فرایند را در سال ۱۹۵۶ ثبت کرد. محققان یک شرکت ماشین‌سازی و ریخته‌گری آمریکایی به نام‌های هالند (به انگلیسی: Holland) و چنگ (به انگلیسی: Cheng) تحقیقاتی در زمینه تجزیه و تحلیل حرارتی و پارامتری جوشکاری اصطکاکی انجام دادند. شرکت Caterpillar Tractor در ایالات متحده آمریکا روش جوشکاری اینرسی را با اصلاح جوشکاری اصطکاکی، در سال ۱۹۶۲ توسعه داد. بعد از این مطالعه، جوشکاری اصطکاکی معمولی به عنوان فرایند نوع روسی و فرایند نوع Caterpillar به عنوان جوشکاری اینرسی در نظر گرفته شد.

## مزایا
1. جوشکاری اصطکاکی از خصوصیات فنی و اقتصادی بهتری نسبت به روشهای جوشکاری معمولی برخوردار است. یکی از اصلی‌ترین مزایای جوشکاری اصطکاکی نیاز کمتر آن به انرژی است. انرژی مورد نیاز برای جوشکاری اصطکاکی حدود یک دهم جوشکاری با مقاومت الکتریکی است.[۴]
2. این که این نوع جوشکاری سرعت بالایی دارد و فصل مشترک دو قطعه تحت گرمای مستقیم قرار می‌گیرد باعث می‌شود نواحی کمتری از قطعات گرما ببینند.
3. چون این جوشکاری از نوع فشاری است پس به‌طور کلی فاقد مذاب است و عیوب جوشکاری در این نوع جوشکاری کم‌تر دیده می‌شود.
4. مزیت دیگر این است که می‌توان قطعات را با آماده‌سازی کمتری متصل کرد زیرا در طی فرایند و در اثر اصطکاک سطح قطعات صاف و صیقلی می‌شود.
5. مزیت دیگر جوشکاری اصطکاکی این است که اجازه می‌دهد مواد متفاوت به هم متصل شوند. این، خصوصاً در هوافضا، جایی که از آن برای اتصال آلومینیوم سبک به فولادهای با مقاومت بالا استفاده می‌شود، بسیار مفید است.
6. به‌طور معمول اختلاف زیاد در نقاط ذوب دو ماده باعث می‌شود که جوشکاری با استفاده از تکنیک‌های سنتی غیرممکن باشد. در این صورت به نوعی اتصال مکانیکی نیاز است. جوشکاری اصطکاکی، پیوندی با تمام مقاومت و بدون وزن اضافی ایجاد می‌کند و می‌توان از آن برای جوشکاری موادی با اختلاف نقطه ذوب زیاد استفاده کرد.
7. مواد متخلخل مانند آلیاژهای منیزیم، آلومینیوم، مس، تیتانیوم، آلیاژهای مقاوم در برابر حرارت نیکل و کبالت و مواد نسوز مانند آلیاژهای تانتال و مولیبدن می‌توانند با جوشکاری اصطکاکی با موفقیت به هم متصل شوند.[۱۱]

## انواع جوشکاری اصطکاکی

### جوشکاری اصطکاکی دوار

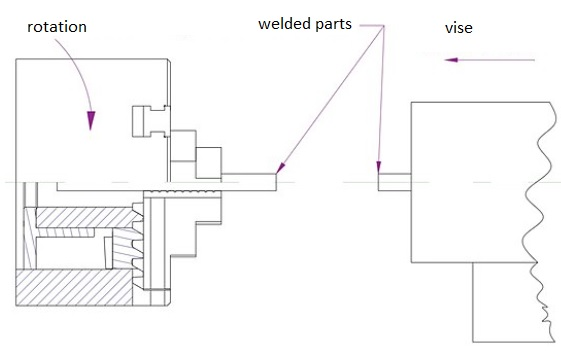
جوشکاری اصطکاکی دوار

جوشکاری اصطکاکی دوار (به انگلیسی: RFW, Rotary Friction Welding) که به آن جوشکاری چرخشی نیز می‌گویند، از ماشین‌هایی استفاده می‌کند که دارای دو سه‌نظام برای نگهداری قطعات هستند که یکی از آنها ثابت و دیگری چرخان است.

#### جوشکاری اصطکاکی درایو مستقیم
در جوشکاری اصطکاکی درایو مستقیم(به انگلیسی: Direct-Drive Friction Welding) (که به آن جوشکاری اصطکاکی درایو پیوسته نیز گفته می‌شود)، موتور محرک و سه‌نظام متصل هستند. موتور محرک در مراحل گرمایش به‌طور مداوم در حال حرکت دادن سه‌نظام است. معمولاً برای جدا کردن موتور محرک ازسه‌نظام، از کلاچ و سپس برای توقف سه‌نظام، از ترمز استفاده می‌شود.

#### جوشکاری اصطکاکی اینرسی

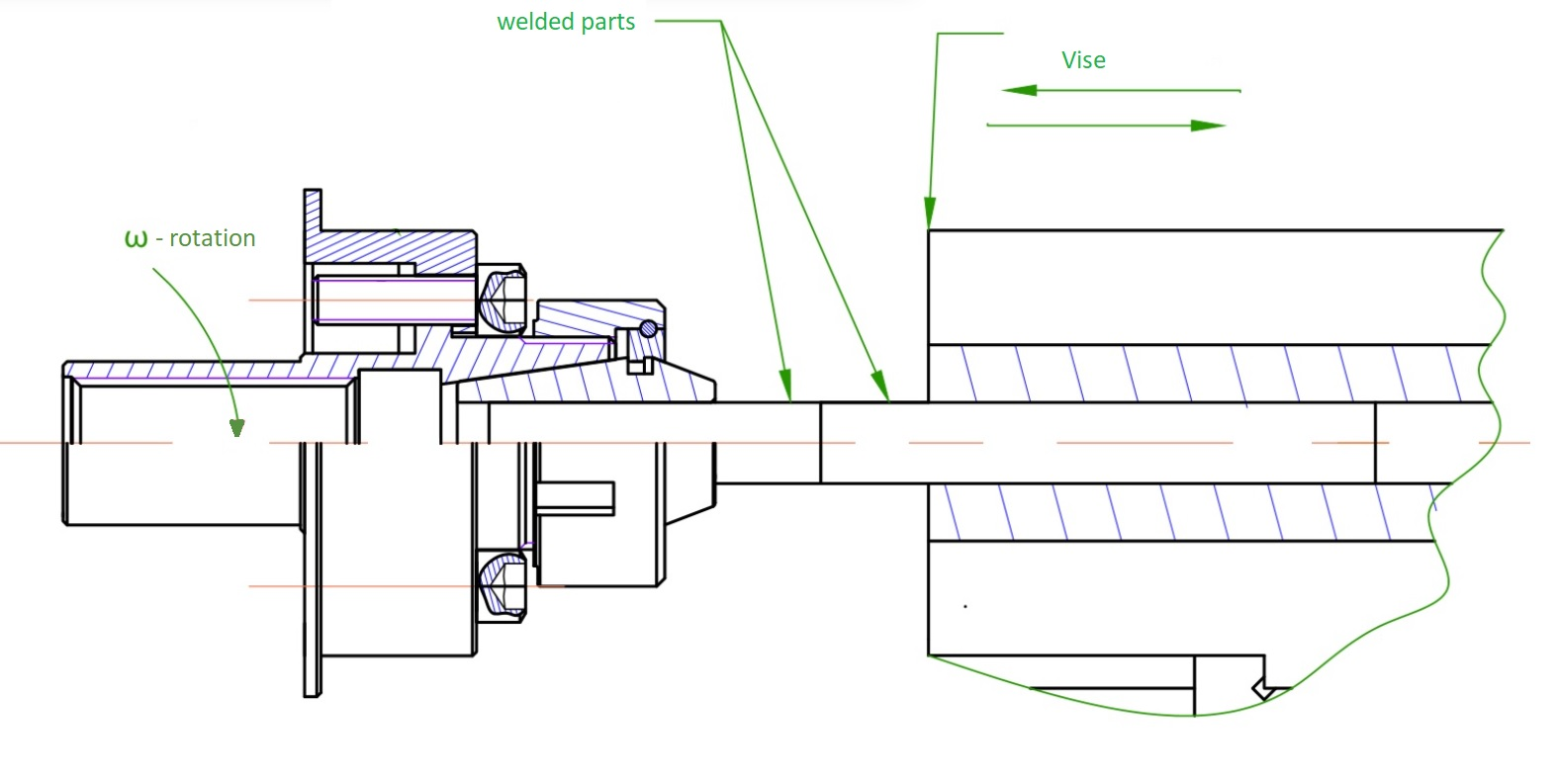
دسته جوشکاری اصطکاکی دوار

در جوشکاری اصطکاکی اینرسی (به انگلیسی: Inertia Friction Welding) موتور محرک جدا شده و قطعات به هم فشار می‌آورند. انرژی جنبشی ذخیره شده در چرخ لنگر با کاهش سرعت آن به حرارت تبدیل شده و بر سطح جوش پخش می‌شود. قبل از جوشکاری، یکی از قطعه‌ها به همراه چرخ لنگری با وزن مشخص به سه‌نظام دوار متصل می‌شود. سپس قطعه با سرعت زیادی چرخانده می‌شود تا انرژی مورد نیاز را در چرخ لنگر ذخیره کند. پس از رسیدن سرعت چرخش به مقدار مناسب، موتور برداشته شده و قطعات تحت فشار به هم نیرو وارد می‌کنند. پس از توقف چرخش، نیرو بر روی قطعات نگه داشته می‌شود تا جوش «تنظیم» شود.

### جوشکاری اصطکاکی خطی
جوشکاری اصطکاکی خطی (به انگلیسی: LFW , Linear Friction Welding) مشابه جوشکاری چرخشی است، با این تفاوت که سه‌نظام متحرک به جای چرخش، به صورت جانبی نوسان می‌کند. به‌طور کلی سرعت‌ها در این نوع جوشکاری از جوشکاری اصطکاکی دوار بسیار کمتر است، که این امر باعث می‌شود قطعه‌ها همیشه تحت فشار قرار بگیرند. به همین دلیل قطعات باید مقاومت برشی بالایی داشته باشند. جوشکاری اصطکاکی خطی به ماشین آلات پیچیده‌تری نسبت به جوشکاری چرخشی نیاز دارد، اما این مزیت را دارد که می‌توان قطعات با هر شکل سطح مقطع را بهم پیوند زد و در بسیاری از موارد کیفیت اتصالی بهتر از روش دورانی حاصل می‌شود.

### جوشکاری ارتعاشی خطی
در جوشکاری ارتعاشی خطی (به انگلیسی: Linear Vibration Welding) قطعات در تماس باهم و تحت فشار قرار می‌گیرند. سپس یک نیروی ارتعاش خارجی برای لغزش قطعات نسبت به یکدیگر، عمود بر فشار وارد شده، اعمال می‌شود. قطعات با یک جابجایی نسبتاً کوچک معروف به دامنه، به‌طور معمول بین ۱٫۰ تا ۱٫۸ میلی‌متر (برای فرکانس ارتعاش ۲۰۰ هرتز)، یا ۲ تا ۴ میلی‌متر (برای فرکانس ارتعاش۱۰۰ هرتز)، در صفحهٔ جوش نسبت به هم می‌لغزند. این روش در صنعت خودروسازی به‌طور گسترده‌ای مورد استفاده قرار می‌گیرد.

### جوشکاری اصطکاکی مداری
جوشکاری اصطکاکی مداری(به انگلیسی: Orbital Friction Welding) مشابه جوشکاری چرخشی است، اما در این روش از دستگاه پیچیده‌تری برای تولید حرکت مداری استفاده می‌شود که در آن قسمت متحرک در یک دایره کوچک (به‌طور کلی بسیار کوچکتر از اندازه مفصل) می‌چرخد.